# Корабельный док

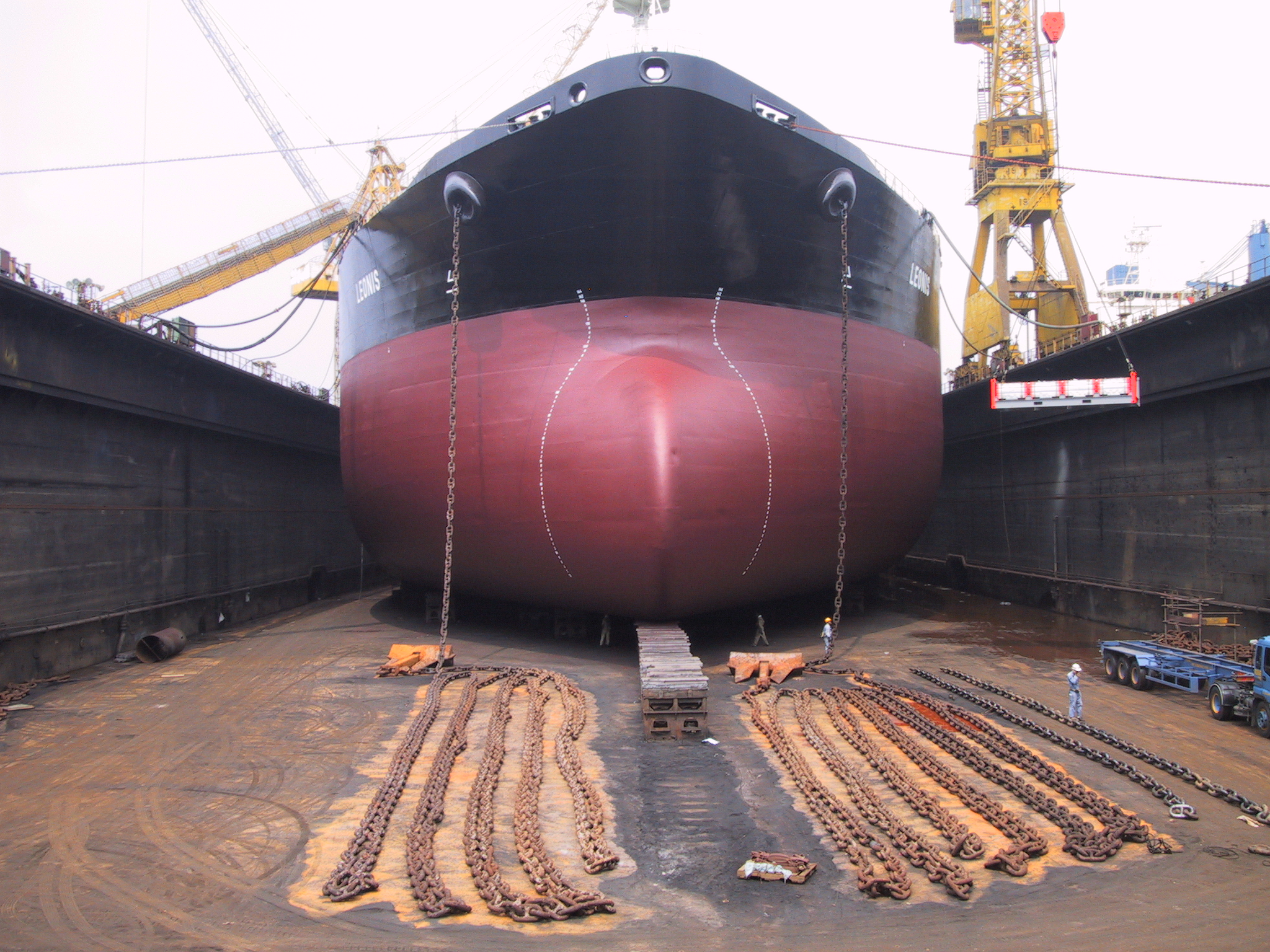
Корабельный док.

Корабе́льный док (судово́й док) (от нидерл. dok) — инженерное сооружение для постройки, ремонта и хранения судов (кораблей), в котором проводят большинство необходимых работ с подводными частями корпуса.

## Описание
Док может быть плавучим, наливным или сухим. Изготавливают из металла, железобетона или (на заре судостроения) дерева и предназначен для постройки, ремонта, транспортировки или грузовых операций с судами и морскими (речными) сооружениями.
В доки суда входят через специальные ворота-затворы. Это означает, что вода в доках должна находиться на постоянном уровне, несмотря на изменения уровня моря при приливах и отливах. В сухих доках (доках, где спущена вода) проводят техосмотр и ремонт судов. Существуют различные типы доков. Самый старый из них — мол, представляющий собой длинную стену вдоль берега. Эта стена защищает берег и корабль и служит платформой для погрузки и разгрузки судов. Причал — прямоугольная платформа, идущая вдоль берега и соединённая переходом с набережной. Пирс — простая платформа на сваях, возвышающихся над водой. Пирс обычно возводят из железобетона, хотя иногда используют дерево или металл. Плавучие доки поднимаются и опускаются вместе с уровнем воды. Перебраться на берег из такого дока можно по эстакаде, один конец которой подвижно укреплен на берегу, а другой свободно лежит на понтоне.